# سیارک ۶۶۸۷
سیارک ۶۶۸۷ (به انگلیسی: 6687 Lahulla، نامگذاری:1980FN1) شش هزار و ششصد و هشتاد و هفتمین سیارک کشف شده‌است که در ۱۶ مارس ۱۹۸۰ کشف شد.
قدر مطلق سیارک برابر ۱۴٫۳۰ است.